# تصوير الثدي الشعاعي
تصوير الثدي الشعاعى هو عملية استخدام الأشعة السينية ذات الشعة منخفضة الجرعة (عادة حوالي 0.7 ملي سيفرت) لفحص الثدي البشرية ويستخدم كأداة للتشخيص والفحص.
والهدف من تصوير الثدي هو الاكتشاف المبكر لسرطان الثدي، من خلال الكشف عن الكُتَل المميزة أو التكلسات الصغيرة. يعتبر تصوير الثدي الشعاعى من أسباب تخفيض معدل الوفيات من سرطان الثدي. لم تظهر أي تقنية تصوير قادرة على تقليل الخطر إلا الفحص الذاتي للثديوفحص الطبيب اللذا يعتبرا جزءا أساسيا من الرعاية الدورية للثدي.
في كثير من البلدان يتم التشجيع تصوير الثدي الروتيني لكبار السن من النساء كوسيلة من وسائل الفحص للتشخيص المبكر لسرطان الثدي. فرقة الخدمات الوقائية الأمريكية توصى بفحص الثدى بالتصوير الشعاعى، سواء أكان هذا ضمن متابعة مع الطبيب أو بدون، كل سنتين للنساء اللاتى تتراوح أعمارهم بين 50-74 سنة. بشكل إجمالي وجدت التجارب انخفاض في معدلات وفيات سرطان الثدي بنسبة 20 ٪، ولكن التجربتان الأعلى جودة لم يجدا أي انخفاض في نسبة الوفيات. أصبح تصوير الثدى الاشعاعى مثيراً للجدل منذ عام 2000، عندما ألقت ورقة علمية الضوء على نتائج الدراستين الأعلى جودة (الأعلى دقة).
مثل كل الأشعة السينية أشعة الثدي تستخدم جرعات من الإشعاعات المؤينة لإنشاء الصور. أخصائى الأشعة يقوم بعدها بتحليل الصورة لاظهار أية نتائج غير طبيعية. من الطبيعي استخدام أشعة سينية ذات طول موجة أطول (عادة Mo-K) من تلك المستخدمة في التصوير الشعاعي للعظم.
في الوقت الراهن، تصوير الثدي الشعاعى مع فحص الثدي المادى هي الطريقة المفضلة للفحص المبكر لسرطان الثدي. الموجات فوق الصوتية، ductography، تصوير الثدي بانبعاثات البوزيترون (PEM)، والتصوير بالرنين المغناطيسي تعتبر ملحقات للتصوير الشعاعي للثدي. استخدام الموجات فوق الصوتية يكون عادة لمزيد من التقييم للكتل التي ظهرت بتصوير الثدى الاشعاعى أو التي تكون واضحة ومحسوسة دون أن ترى في تصوير الثدي الشعاعى. لا تزال ال Ductograms تستخدم في بعض المعاهد لتقييم افرازات الحلمة الدموية عندما تكون صورة الثدى الشعاعية (الماموجرام) غير قادرة على التشخيص. التصوير بالرنين المغناطيسي يمكن أن يفيدة لمزيد من التقييم للنتائج المشكوك فيها، فضلا عن فحص ما قبل الجراحة في تقييم المرضى الذين يعانون من سرطان الثدي للكشف عن أي إصابات إضافية قد تغير النهج الجراحية، على سبيل المثال من استئصال الورم مع المحافظة على الثدى إلى استئصال الثدى. هناك وسائل جديدة، لم يتم إقرارها بعد لاستخدامها بشكل عام، بما في ذلك tomosynthesis الثدي الذي يمكن أن يقدم عدة منافع في السنوات المقبلة.
معدل التشخيص الخاطئ (تشخيص كتلة لى انها سرطان بينما هي سليمة - false negative)في تصوير الثدي الشعاعى لا تقل عن 10 في المئة. ويعزى ذلك جزئيا إلى الأنسجة الكثيفة التي تحجب السرطان والحقيقة أن ظهور السرطان على صور الثدي الشعاعية يتداخل بشكل كبير مع ظهور أنسجة طبيعية.

## طريقة الإجراء

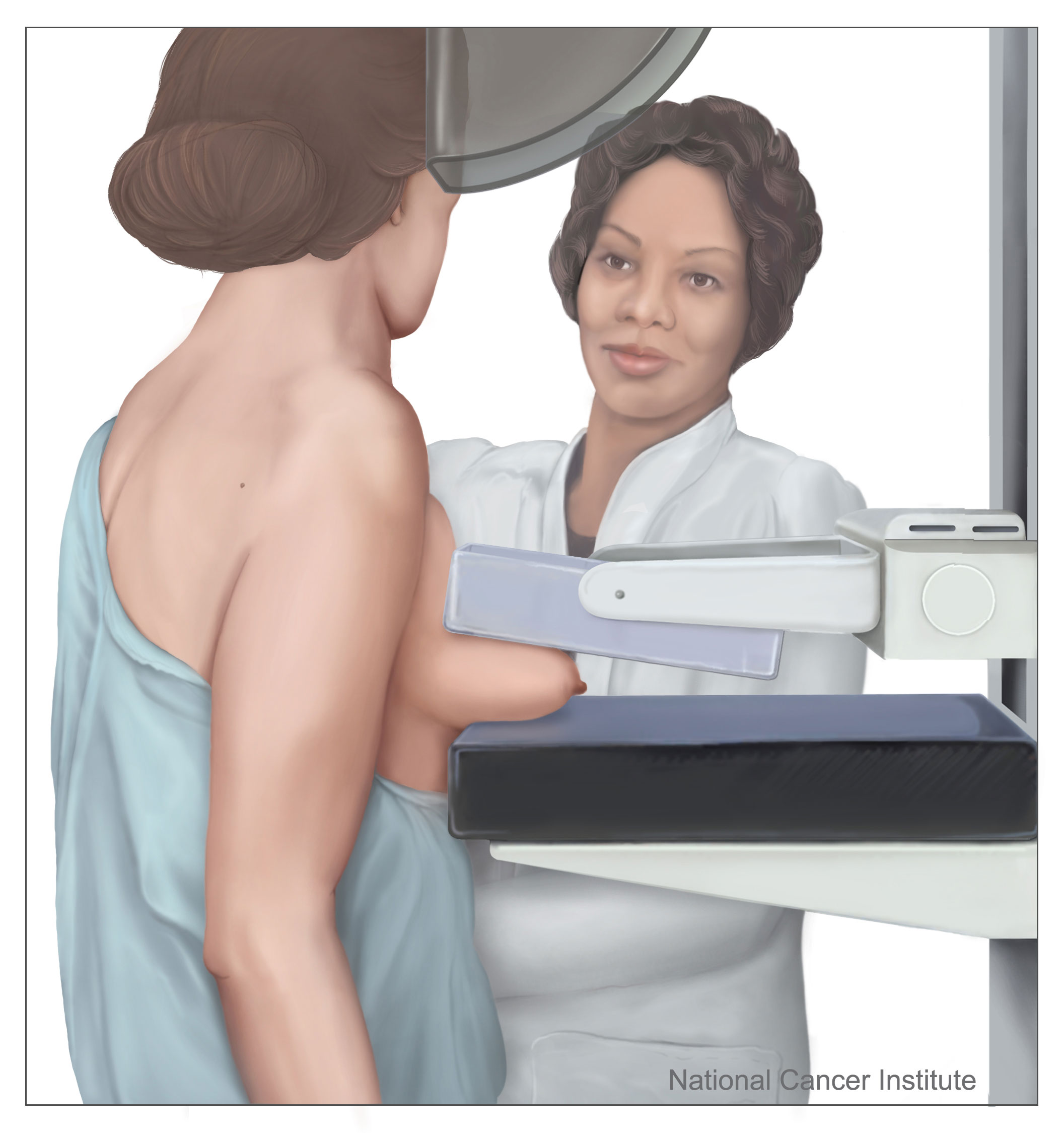
إمرأه تقوم بتصوير الثدي الشعاعي

أثناء الإجراء، يتم ضغط الثدي باستخدام وحدة تصوير الثدي المخصصة. يُسَوى ضغط اللوحان المتوازيان سمك نسيج الثدي لزيادة جودة الصورة من خلال تقليل سماكة الانسجة التي تخترقها الأشعة السينية، والحد من كمية الإشعاع المشتت (التشتيت يقلل من جودة الصورة)، مما يقلل من جرعة الإشعاع المطلوبة، وعقد سرطان الثدي لا يزال (منع الضبابية). عند استخدام التصوير الشعاعي للثدي بهدف الفحص، كلاً من (من الرأس حتى القدم - (craniocaudal ، عرض والزاوية الجانبية بهدف (mediolateral oblique, MLO) وصور للثدي تؤخذ. أما تصويرالثدى الشعاعى التشخيصى فهو يشتمل على هاتين الزاويتين للرؤية وعلى غيرهما، بما في ذلك التضخيم الهندسي والبقعة المضغوطة لمنطقة الاهتمام. بودرة التلك، البودرة، الغسول ومزيل العرق قد يظهر على الأشعة السينية كبقع كالسيوم، ويتم تحذير السيدات من استخدام مثل هذه المستحضرات يوم الفحص.
حتى سنوات قليلة مضت، كان إجراء فحص الثدي بالأشعة يتم بأشرطة شاشة السينما. حالياً، يمر تصوير الثدي بمرحلة انتقالية نحو الكاشفات الرقمية، والمعروفة باسم تصوير الثدى الرقمى كامل المجال (FFDM - Full Field Digital Mammography). وتمت الموافقة على أول نظام FFDM من قبل إدارة إدارة الغذاء والدواء في الولايات المتحدة في عام 2000. هذا التقدم متأخر بضع سنوات عن طب الأشعة العام. ويرجع ذلك إلى عدة عوامل:
1. تصوير الثدى يتطلب دقة صورة عالية (high spatial resolution)،
2. ارتفاع نفقة الجهاز بشكل ملحوظ.
3. قلق من قبل إدارة الاغذية والدواء ان معدات تصوير الثدي الرقمي تُظهِر أنها أقل من أو في جودة التصوير الشعاعي للثدي بشاشة السينما في الكشف عن سرطان الثدي دون زيادة في جرعة الثدي أو عدد النساء اللاتى تم استدعائهن مرة أخرى لمزيد من التقييم.

اعتبارا من 1 مارس 2010، 62 ٪ من المرافق في الولايات المتحدة والأقاليم التابعة امتلكت على الأقل وحدة FFDM  واحدة. (ضمت إدارة الاغذية والعقاقير وحدات التصوير الشعاعي في حساب هذا الرقم.)

## عملية «متابعة العمل»
في السنوات القليلة الماضية، أصبحت عملية «متابعة العمل» رسمية تماما. وهي تتألف عادة من التصوير الشعاعي للثدي بغرض الفحص والتصوير الشعاعي للثدي بغرض التشخيص، والخزعة (biopsy) عند الضرورة، ويقوم في كثير من الأحيان عن طريق الخزعة بالتوضيع (stereotactic core biopsy) أو الخزعة الموجهة بالموجات فوق الصوتية(ultrasound-guided core biopsy). بعد الماموجرام الفحصى، قد تكون هناك بعض المناطق المثيرة للقلق عند بعض النساء التي لا يمكن حلها فقط بالمعلومات المتاحة من الماموجرام الفحصى. وعندئذ يمكن أن يُستدعين مرة أخرى ل«تصوير الثدي التشخيصى». هذه العبارة تعني في جوهرها اموجرام حل المشاكل. وخلال هذه الجلسة، سيقوم طبيب الأشعة برصد كل واحد من الأفلام الإضافية التي يتم التقاطها من جانب تقني. اعتمادا على طبيعة الحقائق فإن الموجات فوق الصوتية، عادة ما تستخدم في هذه المرحلة أيضاً.
وُجَد أنه أي ظهور غير طبيعى يكون عادةً حميد. إذا لم يمكن التأكد بنسبة كافية ان السبب حمميد فيوصى باللجوء إلى الخزعة (biopsy). يُستَخدم إجراء الخزعة في الحصول على عينة من الأنسجة الموقع المصاب لفحصها مجهرياً لتحديد سبب الشذوذ بدقة. في الماضي، كانت معظم الخزعات في كثير من الأحيان تتم بعمليات جراحية وتحت تأثير تخدير موضعي أو عام. تتم غالبيتها الآن بالإبر باستخدام الموجات فوق الصوتية أو التوجيه بالأشعة للتأكد من أن المنطقة ذات الاهتمام هي المنطقة التي يتم أخذ العينة منها. هذه الخزعات الأساسية تتطلب تخدير موضعي فقط، على غرار ما يمكن أن يعطى خلال إجراء الأسنان الصغير.
دراسة واحدة تبين أن الخزعات بالإبر من الأورام الخبيثة في الكبد نادرا ما تزيد احتمال انتشار السرطان، ولم يتأكد حدوث ذلك مع خزعة الإبر للثدى.

## النتائج

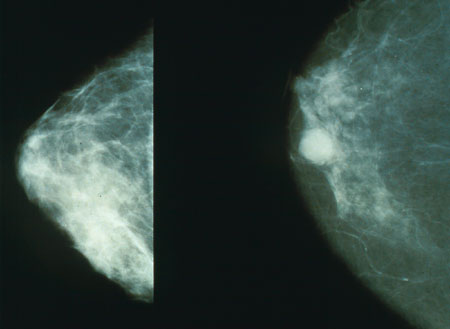
عادي (يسار) مقابل السرطانية (يمين) صورة التصوير الشعاعي للثدي

عادة ما تصاب النساء بالضيق النفسى الشديد إذا ما تم استدعاؤها لتصوير ثدى شعاعى تشخيصى آخر. عادة ما تكون نتائج هذه الإعادات إيجابية كاذبة (false positive). ومن المفيد معرفة هذه الإحصائيات التقريبية: من كل 1000 من النساء في الولايات المتحدة اللاتى يتم فحصهن، حوالي 7 ٪ (70) يتم استدعاؤهم مرة أخرى لدورة التشخيص (على الرغم من أن بعض الدراسات تقدر عدد اقرب إلى 10 ٪ -15 ٪). وسيتم إحالة ما يقرب من 10 من هؤلاء الأفراد لإجراء الخزعة، أما ال 60 المتبقية فيكون السبب عندهم حميداً. نحو 3.5 من 10 اللاتى تؤخذ منهن الخزعة، منهم سيكون السبب سرطانى و 6.5 سرطان لن. حوالى 2 من ال 3.5 اللاتى لديهن السرطان، يكون السرطان في مرحلته الأولى والتي سيتم شفائها أساسا بعد العلاج. كثيراً ما يُعَبَّر عن نتائج تصوير الثدى الشعاعى باستخدام فئة التمييز BI-RADS والتي تُسَمى عادة نقاط تسجيل ال BI-RADS أو (BI-RADS score) تتراوح الفئات بين 0 (غير كاملة) إلى 6 (خزعة معروفة) -- خبث مؤكد. يُسَجّل تصوير الثدي بالأشعة السينية في المملكة المتحدة على مقياس من1 إلى 5 (1 == عادي، 2 = حميدة، 3= غير محدد، 4 = اشتباه في ورم خبيث، 5 == خبيث).
بينما تصوير الثدي الشعاعى يعتبر وسيلة الفحص الوحيدة لسرطان الثدى التي ظهرت كوسيلة لإنقاذ الأرواح إلا أنها ليست مثالية. تقديرات أعداد حالات السرطان التي لم يظهرها تصوير الثدي الشعاعى عادة ما تكون في حدود 10 ٪ -30 ٪. وهذا يعني أن من ال 350 من كل 100,000 من النساء المصابات بسرطان الثدي، حوالى 35-105 [بحاجة لمصدر] لن يتم الكشف عن اصابتهم عن طريق التصوير الشعاعي للثدي. أسباب عدم رؤية السرطان تتضمن خطأ المراقب، ولكن في كثير من الأحيان يكون السبب أن السرطان يكون مخفيا بالأنسجة الثدي الكثيفة، وحتى بعد استعراض تصوير الثدي بأثر رجعي، لا يمكن رؤيته. وعلاوة على ذلك، فهناك شكل من اشكال سرطان الثدى وهو السرطان المفصص، ونمط نمو هذا النوع ينتج ظلالاً على صور أشعة الثدي والتي لا يمكن تمييزها عن الانسجة الطبيعية للثدي.
Computer-aided diagnosis (CAD) أو برامج التشخيص بمساعدة الحاسوب تم اختبارها لخفض عدد حالات السرطان التي لم يتم كشفها في تصوير الثدي الشعاعى. في أحد الاختبارات، حدد الكمبيوتر 71 ٪ من حالات السرطان التي تم تفويتها من قبل الأطباء. ومع ذلك، فإن الكمبيوتر وضع علامات على كتل غير سرطانية على أساس أنها سرطانية ووصل عددهم إلى ضعف ما حدده الأطباء. وفي دراسة ثانية لمجموعة أكبر من صور الثدي بالأشعة السينية، أوصى الكمبيوتر بستة خزعات لم يوص بهم الأطباء. واتضح أن الستة كلهم سرطان كان من الممكن تفويتهم. بشكل عام، فإن نظم ال CAD في فحص تصوير الثدي بالأشعة فقيرة في تخصصها.
```
(Taylor P, Champness J, Given-Wilson R, Johnston K, Potts H (2005). Impact of computer-aided detection prompts on the sensitivity and specificity of screening mammography). Health Technology Assessment, 9(6)).
```

في حين أن تراكم البيانات يشير إلى أن ال CAD يستطيع إيجاد بعض السرطانات الإضافية، وينبغي وضع هذا في الاعتبار. بلغ معدل الايجادات الزائدة إلى 20 ٪، وبالتالي في مجموعة من النساء عددها 10,000 سيكون حوالي 40 منهمن مصابات بالسرطان وقد تساعد أنظمة ال CAD في العثور على 8 حالات إضافية. أنواع السرطانات الإضافية التي يمكن إيجادها تكون في سرطانات صغيرة أو في مراحلها المبكرة. [بحاجة لمصدر] اعتبارا من عام 2006، لم يكن هناك أية بيانات تظهر أن إيجاد هذه السرطانات الإضافية سيكون لها أي تأثير على معدل البقاء على قيد الحياة. ويرى البعض أن هذه السرطانات من المحتمل أن تظهر في الفحص الثاني، ولا تزال في مرحلة قابلة للعلاج، وبالتالي فإننا لا زلنا في حاجة إلى إثبات كون أنظمة ال CAD سيكون لها تأثير على نتائج المرضى.
وقد أظهرت دراسة نشرت في 1 أكتوبر 2008، قدمها باحثون بريطانيون أن استخدام أنظمة ال CAD بالتزامن مع قراءة واحدة من قبل الطبيب قد يؤدى نفس الفائدة الناتجة عن قراءة ثانية من قبل الطبيب. في دراسة ضمت 31000 امرأة - وهي الدراسة الأكبر من نوعها حتى الآن - حددت أن معدل البحث لطبيب واحد مع استخدام نظام ال CAD مماثل تقريبا لمعدل البحث لطبيبن معاً. من أصل 227 حالة من السرطان، فإن طريقة ال CAD , وجدت عدد 198 حالة بينما عدد الحالات التي وُجِدت بطبيبن منفصلين (أي لم يحددا الحالة سويا) هي 199 حالة.
جيد

## المخاطر

### الإيجابيات
والهدف من أي إجراء فحصى هو فحص عدد كبير من المرضى والعثور على العدد القليل المرجح أن يكون حالتة خطيرة. وعادة يتم استدعاء هؤلاء المرضى مرة أخرى لاختبارات أضافية والتي عادة ما تكون أكثر تعمقاً. وبالتالي ليس المقصود من اختبار الفحص أن يكون نهائياً حاسماً: ولكن يقصد به أن يكون ذا حساسية عالية حتى لا يفوت أي سرطان. ولكن لهذه الحساسية العالية ثمن وهو العدد الكبير للنتائج التي تعتبر مثيرة للشكوك لمرضى هم في الأصل أصحاء بلا مرض. وهذا ينطبق على التصوير الشعاعي للثدي. المرضى الذين يستدعون لإجراء مزيد من التجارب بعد جلسة الفحص (حوالي 7 ٪) يشار إليهم أحيانا باسم «ايجابيات كاذبة»، مما يعني وجود خطأ. في الواقع، لا بد من استدعاء المرضى الذين ثبتت صحتهم من أجل إجراء مزيد من التجارب لالتقاط لأكبر عدد ممكن من حالات السرطان.
ويبين البحث  أن الإيجابيات السلبية هذه في صور الثدى الشعاعية قد تؤثر على مزاج المرأة وسلوكها. بعض النساء اللاتى تظهر تلك الإيجابيات الكاذبة في نتيجة فحوصهن قد يكن أكثر ميولاً للعودة إلى الفحص الروتينى أو فحص الثدى الذاتى بشكل أكثر تواتراً. ومع ذلك، فإن بعض النساء اللاتى يحصلن على نتائج إيجابية كاذبة يصبحن أكثر قلقاً واضطراباُ وكرباً وخوفاً من احتمالية اصابتهن بسرطان الثدى، وقد تستمر معهن تلك المشاعر لعدة سنوات.

### السلبيات الكاذبة
وفي الوقت ذاته، فإن لصور الثدي الشعاعية أيضا معدل للأورام التي لم يتم ملاحظتها والتي تسمى بـ «السلبيات الكاذبة». من الصعب جدا الحصول على بيانات دقيقة عن عدد السلبيات الكاذبة، ويرجع ذلك ببساطة إلى أن عمليات استئصال الثدى لا يمكن اجراؤها لكل النساء اللاتى قمن بتصوير الثدى لتحديد معدل السلبيات الكاذبة بدقة. تقديرات معدل السلبيات الكاذبة تعتمد على متابعة عدد كبير من المرضى عن قرب لسنوات عديدة. وهذا أمر صعب من الناحية العملية، لأن العديد من النساء لا يعدن لتصوير الثدي بالأشعة بطريقة دورية مما يجعل من المستحيل معرفة ما إذا كن قد أصبن بالسرطان أم لا. ادعى الدكتور صامويل س. إبستين، في كتابه، سياسات السرطان (The Politics of Cancer)، أن بين النساء في سن 40-49، حالة واحدة من بين أربع حالات يتم تفويتها بتصوير الثدى الشعاعى. وقد وجد الباحثون أن نسيج الثدي تكون بين النساء الأصغر سناً يكون أكثر كثافة، مما يجعل الكشف عن الأورام السرطانية صعباً. لهذا السبب، فإن حدوث السلبيات الكاذبة يكون الضعف في صور الثدى الشعاعية قبل أنقطاع الطمث (Prate). هذا هو السبب في أن برنامج الفحص في المملكة المتحدة لا يبدأ بدعوة النساء لفحص تصوير الثدي بالأشعة السينية حتى سن ال 50.
أهمية هذه السرطانات الغائبة ليست واضحة، ولا سيما إذا كانت المرأة تقوم بتصوير الثدي الشعاعى سنويا. وقد أظهرت الأبحاث في حالات وثيقة الصلة أن السرطانات الصغيرة التي لم يتم البت فيها فورا، ولكن تمت ملاحظتها على مدى فترات في سنوات عدة، سيكون لها نتائج جيدة. تم تصنيف صور أشعة الثدى الخاصة بمجموعة من 3184 امرأة انها على الأرجح «حميدة». هذا التصنيف هو للمرضى الذين ليسوا عاديين بشكل واضح ولكن لديهم بعض المناطق المثيرة للقلق الطفيف. هذه النتائج، ليست مع المريضة التي تحتاج إلى خزعة، ولكن مع المريضة التي تتابع مبكرا بتصوير الثدي كل ستة أشهر لمدة ثلاث سنوات على الأقل لضمان عدم حدوث تغيير. من هؤلاء النساء ال 3184، حوالى 17 (0.5 ٪) لديهن بالفعل السرطان. الأهم من ذلك، أنه عندما تم التشخيص أخيراً، كانت الحالات كلها في المرحلة 0 أو 1 والتي هي تعتبر أولى المراحل. بعد خمس سنوات من العلاج، فإنه لم يحدث أي تكرار للمرض لأى منهن. وهكذا، فإن أمراض السرطان الصغيرة في مراحلها المبكرة، حتى ولو لم البت فيها على الفور، لا تزال قابلة للعلاج تماما (Sickles, AJR, 179:463-468, 1991).

### المخاطر الأخرى
التعرض للإشعاع المرتبط بتصوير الثدى الشعاعى يعتبر من المخاطر المحتملة للفحص. ويكون خطر التعرض للإشعاع أكبر في النساء الأصغر سناً. استنتجت أكبر دراسة لخطر الإشعاع ان بالنسبة للنساء في عمر الأربعين أو أكبر فإن خطورة ظهور السرطانات بسبب الإشعاع تعتبر صغيرة خاصة إذا ما قورنت بمنافع الفحص بالتصوير الشعاعى للثدى، بنسبة 48.5 حياة أُنقذت لكل حالة وفة بسبب التعرض للإشعاع. منظمات مثل المعهد الوطني للسرطان، فرقة العمل الوقائي بالولايات المتحدة تأخذ مثل هذه المخاطر في الاعتبار عند صياغة المبادئ التوجيهية للفحص.
الأغلبية من خبراء الصحة متفقون على أن خطر الإصابة بسرطان الثدي للنساء تحت 35 ليست عالية بما يكفي لتبرير خطر التعرض للإشعاع. لهذا السبب، ولأن حساسية إشعاع الثدي لدى النساء تحت سن ال 35 أكبر منها لدى النساء المسنات، فإن تصوير الثدى الفحصى لا يتم إجراؤه للسيدات أقل من 40 سنة. ومع ذلك، إذا كان هناك خطر كبير من السرطان في مريضة معينة (BRCA إيجابية، تاريخ عائلي إيجابي للغاية، كتل واضحة)، عندها قد يظل فحص الثدي بالأشعة مهماً. في كثير من الأحيان فإن أطباء الأشعة قد يتجنبون تصوير الثدى الشعاعى ويستبدلونه بالتصوير بالموجات الفوق صوتية أو بالرنين المغناطيسى
الإحصاءات حول التصوير الشعاعي للثدي والنساء اللاتى تتراوح أعمارهن بين 40 و 55 هي الأكثر اثارة للجدل. في عام 1992 أظهرت دراسة قام بها المعهد القومى الكندى لسرطان الثدى أن فحص الثدي بالأشعة (التي أجريت في الثمانينات) لم يكن لها تأثير إيجابي على وفيات النساء اللاتي تتراوح أعمارهن بين 50 و 60. ومع ذلك، فإن هذه الدراسة هي الدراسة الوحيدة التي وجدت هذه النتيجة. اشارت الانتقادات التي وجهت للدراسة أنه كانت هناك عيوب خطيرة في التخطيط لهذه الدراسة والتي تبطل هذه النتائج.[من؟]
وهناك مجموعة من الأدلة التي تبين بوضوح أن هناك تشخيص زائد (Overdiagnosis) للسرطان عندما يتم فحص النساء. وهذه السرطانات لم تكن لتؤثر على حياتهن أبداً. تقديرا لهذا التشخيص الزائد (overdiagnosis) لسرطان الثدي هو 10 حالات تم تشخيصها وعولجت دون داع لكل روح تم انقاذها عندما تم فحص 2000 امرأة لمدة 10 سنوات.
في حين أن الفحص ما بين 40 و 50 سنة لا يزال مثيراً للجدل، لكثرة الأدلة التي تشير إلى أن هناك بعض المنافع الصغيرة من حيث الكشف المبكر. حاليا، فإن جمعية السرطان الأمريكية، والمعهد الوطني للسرطان، والكلية الأمريكية للطب الإشعاعي يشجعون تصوير الثدي بالالشعاعى كل سنتين للنساء اللاتى تتراوح أعمارهن بين 40-49. في المقابل، فإن كلية الأطباء الأمريكية، ومجموعة كبيرة من أخصائى الباطنة فيها، شجعوا مؤخرا على خطط الفحص الفردية بدلا من الفحص الجملة كل سنتين للنساء في سن 40-49. قالت فرقة العمل الوقائي بالولايات المتحدة مؤخرا أنه قد لا يكون ضروريا بالنسبة للنساء اللاتى تتراوح أعمارهن بين 40 و 50 إجراء فحوص روتينية. تقريرهم يقول أن الفوائد المترتبة على العروض قبل سن 50 لا تفوق المخاطر.

## نقد الفحص بتصوير الثدي الشعاعى
استخدام التصوير الشعاعي للثدي كأداة فحص للكشف عن سرطان الثدي في وقت مبكر ما زال عرضة لنقاش مستمر. ويشير النقاد إلى أن عددا كبيرا من النساء يحتجن إلى فحص للعثور على السرطان. ويذكرنا كوبانس (Kopans) أن معدل الوفيات بسبب الإصابة بسرطان الثدي قد انخفض بنسبة 30 ٪ منذ عام 1990، ويشير إلى دراسات أجريت في السويد وهولندا أظهرت أن الثلثين من الانخفاض في الوفيات الناجمة عن السرطان كانت بسبب الفحص بتصوير الثدي الشعاعى. وأشار كين وكين (Keen and Keen) أن التصوير الشعاعي المتكرر للثدي في سن ال 50 ينقذ حوالي 1.8 حياة على مدى أكثر من 15 عاما لكل 1000 من النساء يتم فحصهن. يجب النظر لهذه النتيجة مقابل السلبيات الناجمة عن الخطأ في التشخيص والعلاج الزائد (Overtreatment) والتعرض للإشعاع. أما النقاد المعاكسين فقد اتجهوا إلى قول أن الفائدة تكون أكبر. تحليل كوشران (Cochrane) للفحص يدل على أنه «ليس من الواضح ما إذا كان نفع الفحص أكثر من ضرره». ووفقا لتحليلاتهم فواحدة من 2000 امرأة يزيد عمرها المتوقع بمقدار 10 سنوات، مع ذلك فإن 10 من النساء الأصحاء سيخضعن لعلاج غير ضرورى لسرطان الثدى. يشير نيومان (Newman) إلى أن الفحص بالتصوير الشعاعي للثدي لا يقلل الوفاة عموما، ولكن يتسبب في ضرر واضح بإلحاق الذعر من السرطان وإجراء التدخلات الجراحية الغير لازمة.
وأخيراً، تشير مقالة حديثة إلى أن برنامج الفحص الناجح يجب أن يحقق زيادة في عدد سرطانات الثدى المبكرة يتبعها نقصان في عدد السرطانات في مرحلة متأخرة. ولكن هذا لا يحدث مع الفحص بتصوير الثدي الشعاعى الحالي.

## بدائل لتصوير الثدي الشعاعى
بينما تبلغ تكلفة فحص الثدي بالأشعة منخفضة نسبيا، إلا أن حساسيته ليست مثالية، هناك تقارير تذكر أن نسبة الحساسية تترواح من 45 ٪ إلى 90 ٪ اعتمادا على عوامل مثل كثافة الثدي. والتكنولوجيا المعتمدة على الأشعة السينية لا تعتبر حميدة كلياً كما ذكر فيما سبق. ولذلك فإن هناك أبحاث جارية جديرة بالاعتبار في استخدام التقنيات البديلة.
- BT Test بريتيش تيليكوم للتجارب (اختبار الدم الفحصى)
- BCtect[وصلة مكسورة] (اختبار الدم)
- تصوير الثدي بالرنين المغناطيسي.
- يوجد جهاز تجاري يدعى Breastlight [22] يسمح للمرأة أن تسليط ضوء أحمر قوى من خلال ثدييها في غرفة مظلمة، فيكشف عن المناطق التي قد تكون مدعاة للقلق. وقد تم اختبار الجهاز في التجارب السريرية (clinical trials).
- تصوير الثدي بالأشعة تحت الحمراء

## التنظيم
مرافق تصوير الثدي الشعاعى في الولايات المتحدة والأقاليم التابعة لها (بما في ذلك قواعد عسكرية) تخضع لقانون معايير الجودة لفحص الثدي بالأشعة (MQSA). ويتطلب القانون التفتيش والاعتماد السنوي كل 3 سنوات من خلال هيئة موافقة إدارة الغذاء والدواء الأمريكية (FDA). قد تُمنع المرافق المعيبة التي يتم كشفها أثناء إجراءات التفتيش والاعتماد من التصوير حتى يتم التحقق من إصلاحها أو في بعض الحالات القصوى قد يتطلب الأمر إلى تنبيه المرضى السابقين أن اختباراتهم السابقة كانت دون المستوى وأنه لا يجب الوثوق بها. 
ينطبق ال MQSA حالياً فقط على تصوير الثدي الشعاعى التقليدى ولا ينطبق على أي مسح آخر متعلق به ك الموجات فق لصوتية على الثدى أو خزعة الثدى أو تصوير الثدى بالرنين المغناطيسى.

## وصلات خارجية
- تحليل صورة بالأشعة الصفحة الرئيسية
- بيان معهد السرطان الوطني في فحص الثدي
  - الفحص بتصوير الثدي بالأشعة السينية: أسئلة وأجوبة، من المعهد القومي للسرطان
- جمعية السرطان الأمريكية: تصوير الثدي بالأشعة السينية وغيرها من إجراءات تصوير الثدي نسخة محفوظة 1 أبريل 2010 على موقع واي باك مشين.
- توصيات فرقة العمل الوقائي بالولايات المتحدة على الفحص بتصوير الثدى الشعاعى. نسخة محفوظة 23 يونيو 2013 على موقع واي باك مشين.
- الجمعية الأوروبية للطب الإشعاعي